# 洗田遺跡

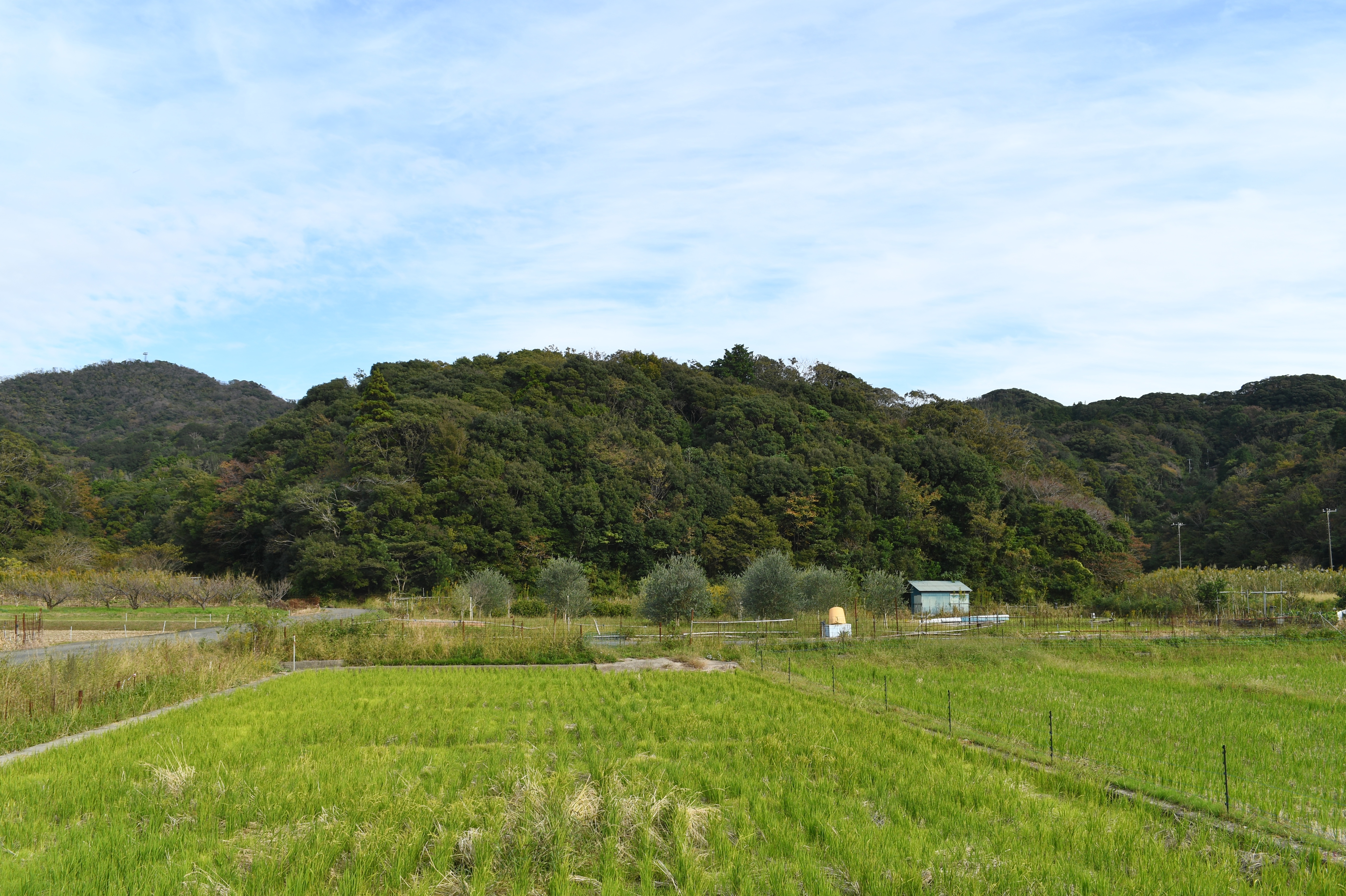
洗田遺跡が所在する丘陵

洗田遺跡（せんだいせき）は、静岡県下田市吉佐美（きさみ）にある古代祭祀遺跡。下田市指定史跡に指定されている。

## 概要

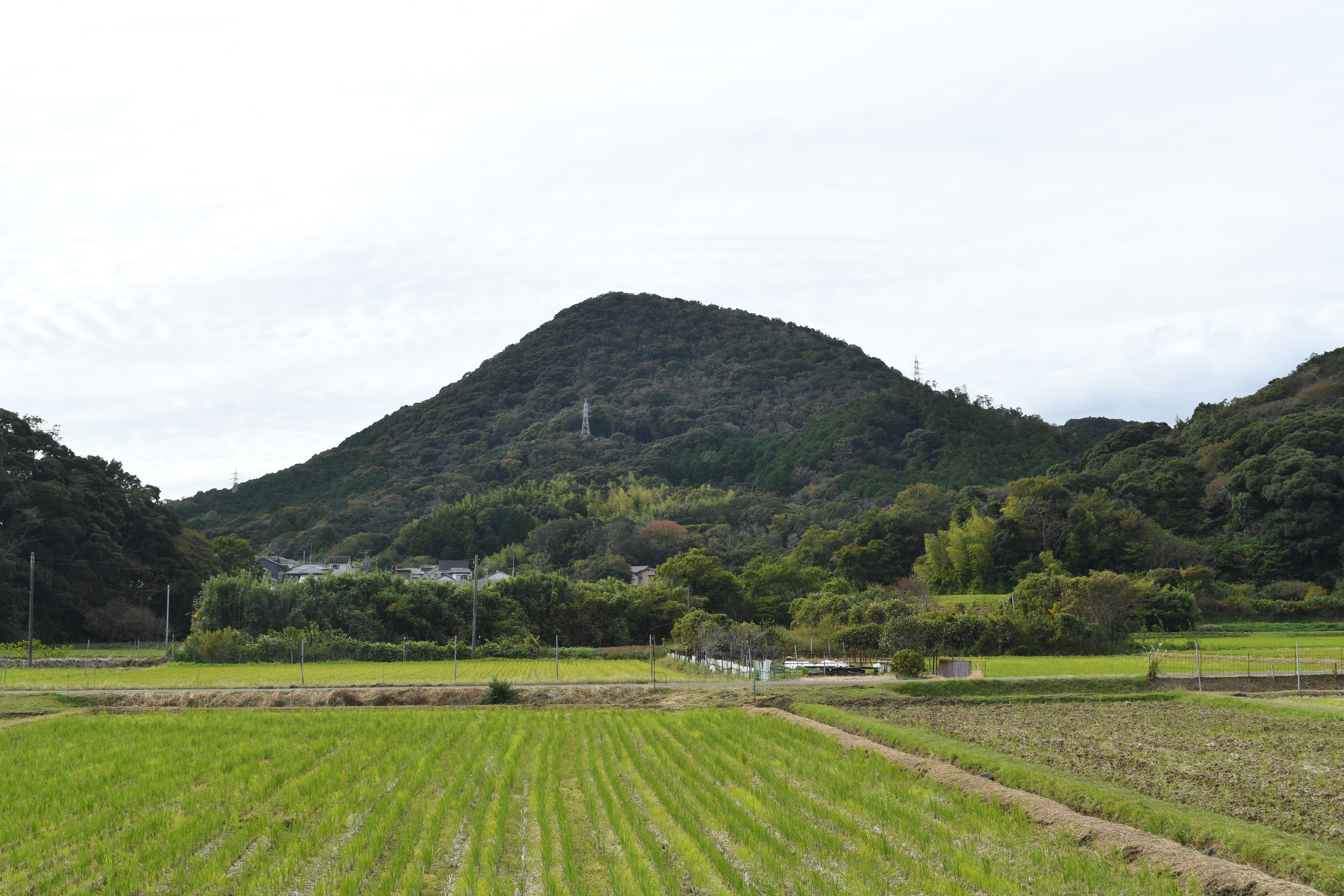
三倉山（推定祭祀対象）

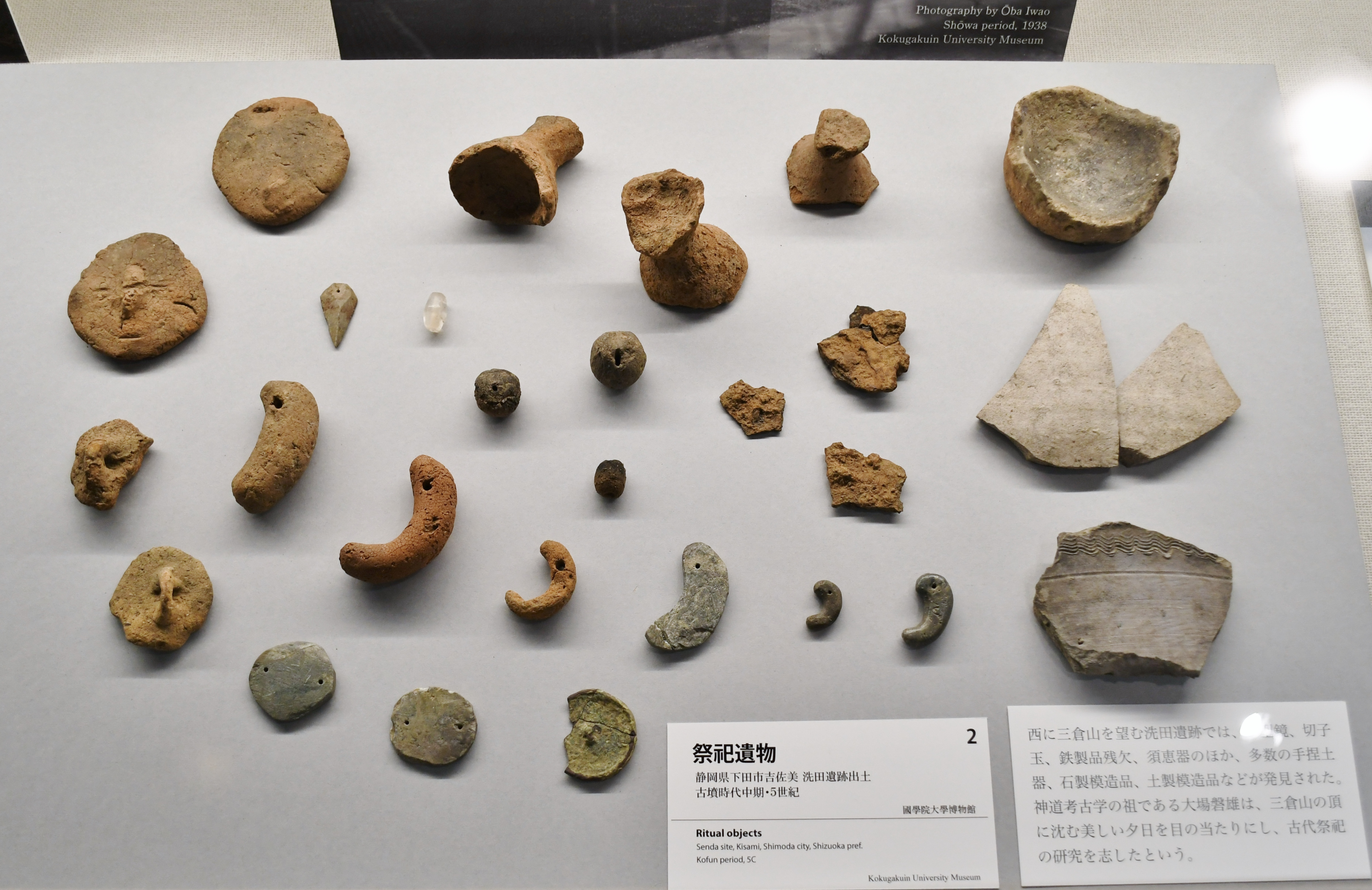
出土品國學院大學博物館展示。

静岡県南東部、伊豆半島東海岸の先端部において、大賀茂川左岸の低丘陵上に位置する。川を挟んだ対岸西方には三倉山（御倉山）を望む。1937・1938年（昭和12・13年）に発掘調査が実施されている。
遺跡域からの出土品としては、多量の石製模造品（勾玉形・剣形・有孔円板・臼玉）・土製模造品（鏡形・勾玉形・丸玉・管玉・円板）・鏡（珠文鏡・素文鏡（小型唐式鏡か））・手捏土器などの祭祀具があり、古墳時代中期-後期の5世紀-6世紀代の祭祀跡と推定される。報告では、丘陵中央部で祭祀を行ったのち中央部から北方斜面に遺棄したとするが、祭祀の具体像は必ずしも明らかでない。対岸の三倉山は三輪山（奈良県桜井市）に似た円錐形の山容を持つことから、三倉山を祭祀対象とした神奈備型祭祀の代表例として位置づけられ、一帯の「賀茂」の地名から賀茂族（鴨族）の開拓説も挙げられる。また、調査者の大場磐雄が大成した神道考古学の原点的存在であり、学史上としても重要視される遺跡である。
遺跡域は1974年（昭和49年）に下田市指定史跡に指定されている。なお、周辺では宮尾遺跡などの古墳時代の遺物散布地が分布するほか、三倉山山麓では平安時代の製鉄遺跡の金山遺跡が知られる。

## 遺跡歴
- 1926年（大正15年）、発見[3]。
- 1927年（昭和2年）、第1回調査（大場磐雄、1927年に報告）[1]。
- 1937・1938年（昭和12・13年）、第2・3回調査（大場磐雄ら、1938年に報告）[1]。
- 1974年（昭和49年）3月20日、下田市指定史跡に指定[5]。

## 文化財

### 下田市指定文化財
- 史跡
  - 洗田遺跡 - 1974年（昭和49年）3月20日指定[5]。

## 関連文献
（記事執筆に使用していない関連文献）
- 大場磐雄「南豆に於ける特殊遺跡の研究」『中央史壇』第13巻6・7・8、國史講習會、1927年。
- 大場磐雄・佐藤民雄・江藤千萬樹「南豆洗田の祭祀遺蹟」『考古學雜誌』第28巻第3号、考古學會、1938年、176-211頁、doi:10.11501/3548476、NDLJP:3548476。
- 外岡龍二「南伊豆の祭祀遺跡」『海と列島文化7 黒潮の道』平凡社、1991年。ISBN 4096270075。

## 関連項目

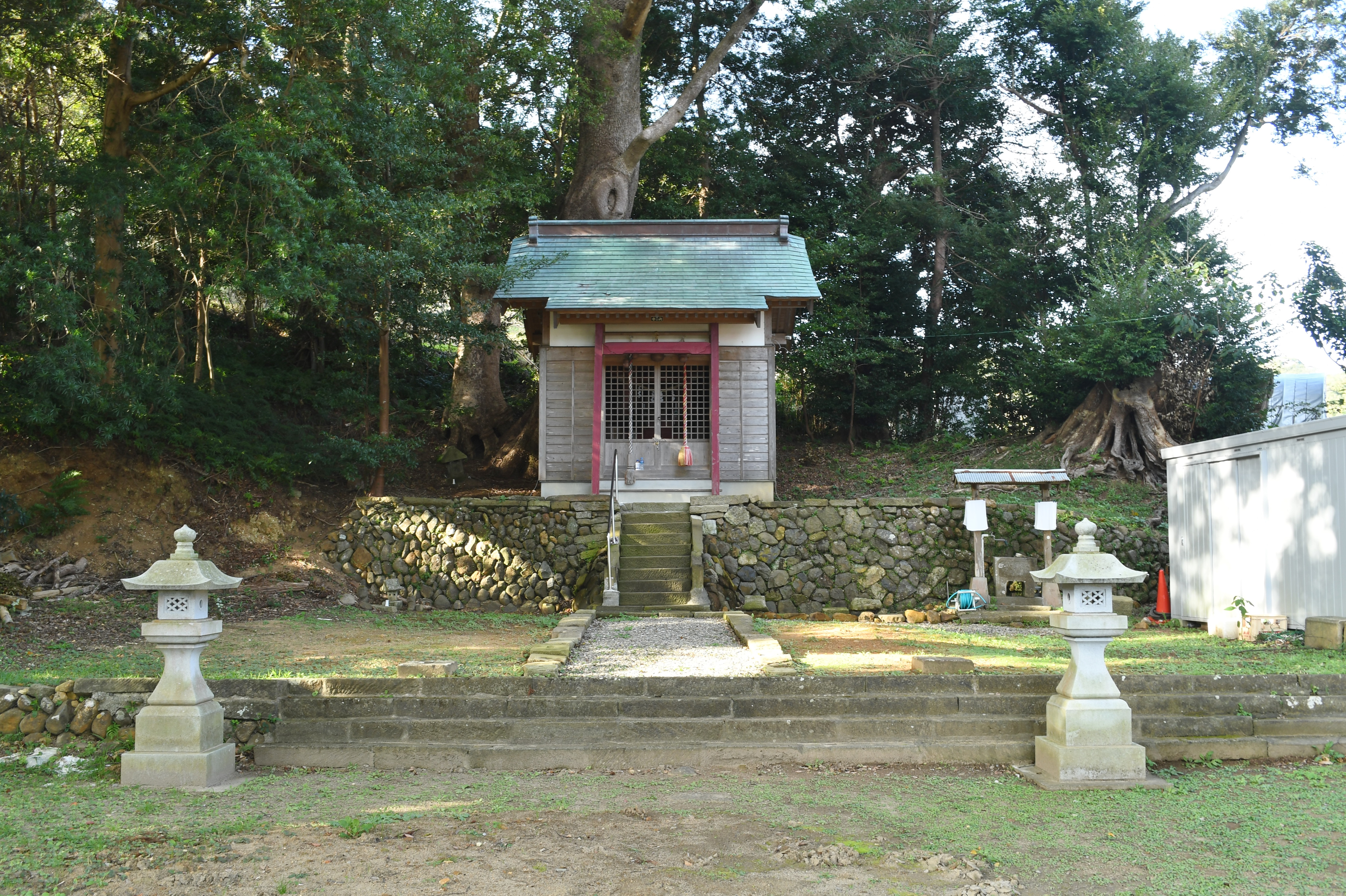
走湯神社